# Gruntruck
Gruntruck foi uma banda formada em 1989 em Seattle, Washington por Ben McMillan e Scott McCullum, ambos previamente do Skin Yard. Tommy Niemeyer do The Accüsed e Tim Paul, previamente do Napalm Beach e Final Warning, fecharam a formação inicial e clássica. Seu som era descrito como grunge, e a banda focava mais no lado metal do gênero.

## História
A banda lançou apenas dois álbuns. Eles fizeram uma turnê pelos Estados Unidos e Canadá com o Alice in Chains Outono de 1992, assim como uma turnê em 1993 com o Pantera, que estavam divulgando seu álbum Vulgar Display of Power. De acordo com Sean Kinney, o Gruntruck se tornou a banda mais apoiada pelo Alice in Chains, ao lado do Screaming Trees na turnê do álbum do Alice, Dirt. Em 1996, o Gruntruck termina uma batalha na justiça contra a Roadrunner para encerrar o contrato. A banda venceu a batalha, mas com um custo muito alto. O baixista Tim Paul sai da banda e é substituído por Alex Sibbald e, seguido de uma breve turnê com a banda Circus of Power, baterista Scott McCullum também sai. em 1996, McCullum é substituido por Josh Sinder, que tocara antes na banda The Accüsed para gravar um EP com 3 faixas chamado "Shot". No fim dos anos 90, a clássica formação resolve se reunir para vários shows e gravações que nunca foram lançadas. Em 2000, a banda teve uma temporada muito bem sucedida, apresentando muitos shows para os fãs mais ansiosos pela banda, no entanto, a banda se dissolve em 2002, deixando para trás os rumores de um possível álbum de raridades inéditas que podem ou não podem vir à tona num futuro muito próximo.
Ben McMillan morreu de Diabetes em 26 de Janeiro de 2008. Um álbum da banda não lançado durante os anos 90, foi remasterizado e lançado finalmente em 2017, intitulado "Gruntruck (The Phoenix Album)".

## Integrantes
- Ben McMillan - vocais, guitarra (1989-2002) (Falecido)
- Tom Niemeyer - guitarra (1989-2002)
- Tim Paul - baixo (1989-1993, 1997-2002)
- Scott McCullum - bateria (1989-1993, 1997-2002)

## Ex-integrantes
- Alex Sibbald - baixo (1993-1996)
- Josh Sinder - bateria (1993-1996)

## Discografia

### Álbuns de estúdio
- Inside Yours (1990, eMpTy Records/Roadrunner Records)
- Push (1992, Roadrunner Records)
- Gruntruck (2017, Founding Recordings)

### Singles/EPs
- Not A Lot To Save (1991, Roadrunner Records)
- Above Me (1992, Roadrunner Records)
- Tribe (1992, Roadrunner Records)
- Crazy Love (1992, Roadrunner Records)
- Shot EP (1996, Betty Records)

### Coletâneas
- Another Damned Seattle Compilation  (1991, Dashboard Hula Girl Records)
- The All-Star Sessions  (2005, Roadrunner Records) (Aparição de Tom Niemeyer, creditado como membro do Gruntruck.)[2]